# سوزان تروپه
سوزان تروپ (زادهٔ ۲۰ اوت ۱۹۵۹) یک سیاستمدار کانادایی است که در انتخابات سال ۲۰۱۱ به عضویت مجلس عوام کانادا انتخاب شد. او به عنوان عضوی از حزب محافظه کار نماینده حوزه انتخاباتی مرکز شمالی لندن بود. در طول چهل و یکمین پارلمان کانادا، تروپ به عنوان منشی پارلمانی وزیر مسئول وضعیت زنان خدمت کرد. او همچنین در کمیته دائمی وضعیت زنان و کمیته ویژه خشونت علیه زنان بومی خدمت کرد.
در انتخابات فدرال کانادا در سال ۲۰۱۵، تروپه ناموفق برای انتخاب مجدد شد و پس از رقیبش پیتر فراگیسکاتوس از حزب لیبرال کانادا در رتبه دوم قرار گرفت.
در ۴ نوامبر ۲۰۱۶، تروپه اعلام کرد که به دنبال نامزدی حزب محافظه کار مترقی انتاریو (PC) در مرکز لندن شمالی خواهد بود. در ۲ آوریل ۲۰۱۷، او نامزد شد تا نامزد حزب محافظه کار مترقی انتاریو برای چهل و دومین انتخابات عمومی انتاریو شود. در انتخابات ۷ ژوئن ۲۰۱۸، او پس از ترنس کرناگان از حزب دموکراتیک نوین انتاریو دوم شد.